# Howard Andrew
Howard Andrew (1934 - 13 januari 2021) was een professionele pokerspeler uit de Verenigde Staten. Zijn twee World Series of Poker titels kwamen beide in 1976. Volgens ESPN speelt Andrew al een recordaantal van 35 jaar achter elkaar mee in het Main Event van de World Series of Poker.
In totaal heeft Andrew meer dan $1,3 miljoen bij elkaar gewonnen in pokertoernooien.

## World Series of Poker bracelets
| Jaar | Toernooi                | Prijs   |
| ---- | ----------------------- | ------- |
| 1976 | $2.500 No Limit Hold'em | $28.000 |
| 1976 | $1.000 No Limit Hold'em | $23.600 |